# Nowa Karczma (Nowiec)
Nowa Karczma – część wsi Nowiec w Polsce, położona w województwie pomorskim, w powiecie sztumskim, w gminie Dzierzgoń. Wchodzi w skład sołectwa Nowiec.
W latach 1975–1998 Nowa Karczma położona była w województwie elbląskim.